# Mickey Gerber
Pas d'image ? Cliquez ici

a Compétitions nationales et continentales officielles uniquement.

b Matchs officiels uniquement.
Michael Coenraad "Mickey" Gerber, né le 12 octobre 1935 à Port Elizabeth et décédé le 7 octobre 2005 à Johannesbourg, est un ancien joueur de rugby international sud-africain. Il évolue au poste d'arrière.

## Carrière
Il dispute son premier test match le 26 juillet 1958 contre les Français dans une série historique pour les Bleus. 
Les Springboks ont perdu une série en Nouvelle-Zélande en 1956 (trois défaites pour une victoire) et les sélectionneurs changent six joueurs pour la réception de la France. Le résultat de la série conduit le staff sud-africain à changer nombre de joueurs, Mickey Gerber n'a plus qu'une seule occasion de revêtir le maillot springbok. 
Il joue en province avec le Eastern Province et le Transvaal avec qui il sera capitaine.

## Palmarès
- 3 sélections
- Sélection par saison : 2 en 1958, 1 en 1960.